# 奥拉尼
奥拉尼（義大利語：Orani），是意大利撒丁大区努奥罗省的一个市镇。总面积130.52平方公里，人口3052人，人口密度23.4人/平方公里（2009年）。ISTAT代码为091061。